# Трансхималаи
Трансхималаите (Гангдисе, Гандисишан) е мощна планинска система в Китай, заемаща южната част на Тибетската планинска земя. Простира се почти паралелно на Хималаите, от които е отделена от надлъжни понижения, заемащи огромна тектонска депресия, по която текат реките Цангпо (Брахмапутра) и Сатледж. Дължина около 1600 km, ширина в централните части до 300 km. Преобладаващите височини на главните върхове са 5000 – 5500 m. Максимална височина връх Алинг Кангри 7315 m. Проходите Динла, Конгбопа, Горинг и др. се намират на височина 5000 m и повече.
Трансхималаите са изградени предимно от мезоойски гранити, кварцити, шисти и варовици. Развити са пластове от кисели лави, смесени с червеноцветни седименти. Системата на Трансхималаите се състои от няколко мощни хребета простиращи се по паралела. Най-значителните по дължина и височина са Алинг Кангри на север, Ниенчен Тангла (7088 m) и Кайлас (6714 m) на юг. Между тях са разположени второстепенните хребети Лапчунг, Канчунг Кангри и др. Вътрешните райони представляват безпорядъчно разположени вериги и междупланински котловини с вътрешен отток на височина около 4500 m. В котловините са разположени много езера (Намцо, Тонграюмцо, Гярингцо и др.). Северните вериги се отличават със слабо разчленение, плоски или куполообразни върхове, плитки междупланински долини и интензивно развитие на процесите на физическо изветряне. Склоновете и подножията са засипани с рохкавите материали от изветрянето. Южните части на Гангдисе се явяват вододел между Индийския океан и безотточните области на Тибет. Те представляват почти непрекъсната верига от снежни планини с високи върхове, от които на юг и север се спускат големи ледници. Повърхността на южните вериги е силно разчленена от дълбоки дефилета със стръмни склонове, в които текат къси, но пълноводни реки от басейните на Цангпо (Брахмапутра) и Инд.
Климатът като цяло е суров и в северните части малко се отличава от климата на Тибет. Южните хребети се намират в сферата на влияние на индийските мусони. По северните хребети са развити ландшафти представени от високопланински каменисто-чакълести пустини, на места със слабохумусни, понякога солончакови пустинни почви с груб механичен състав. Растителността не образува повсеместна покривка. В централните котловини на Трансхималаите са представени ландшафти на високопланинските тревисти степи, като по наветрените склонове се появяват високопланински пасища с метлика, типчак и други многогодишни растения. Гори няма, като само около езерата се среща дървовидна хвойна. Почвите във високопланинските степи са моломощни, без алувиално-карбонатен хоризонт. Земите се използват основно като естествени пасища. Земеделски участъци има само на отделни места. Най-характерните копитни животни са якове, овце, антилопа оронго, куку-ямани и др.; хищници – вълк, тибетска лисица. По южните склонове на хребетите Ниенчен Тангла и Кайлас е добре представена височинната зоналност. В горните части на склоновете преобладават ледниците, фирновите полета, голите скали и високопланинските пустини. В средните части на склоновете са появява ливадно-степна растителност, а най-южните вериги са покрити предимно с планински пасища.